# John Stossel

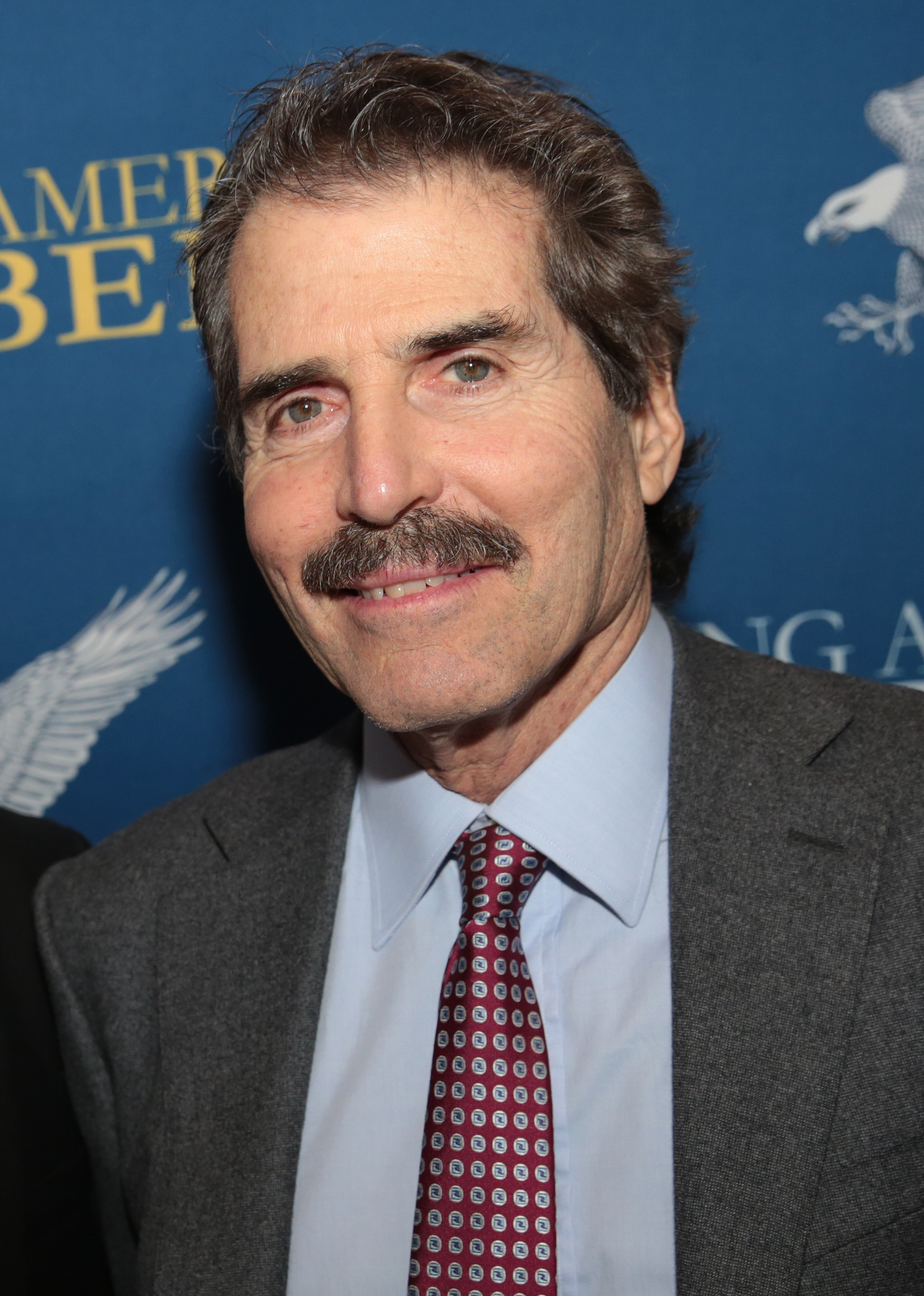
Stossel (2018)

John Stossel (* 6. März 1947 in Chicago Heights, Illinois) ist ein US-amerikanischer Journalist und Fernsehmoderator. Er ist besonders bekannt für seine Auftritte in der ABC-Sendung 20/20 sowie seine einstündigen Sondersendungen für ABC News, deren Material auch als Unterrichtsmaterial an Schulen verwendet wird. Seit Ende 2009 ist er bei Fox News Channel und Fox Business Network unter Vertrag.
Für seine journalistischen Arbeiten gewann Stossel 19 Emmy Awards, wurde fünfmal vom National Press Club für seine Verbraucherreportagen geehrt und erhielt den George Polk Award for Outstanding Local Reporting sowie den George Foster Peabody Award. Er ist zudem Autor der Bestseller Give me a break (2004) und Myths, lies, and downright stupidity (2006).

## Leben
Stossel wuchs als Kind deutscher Emigranten in Wilmette, Illinois, auf, besuchte die New Trier High School in Winnetka und machte 1969 seinen BA in Psychologie an der Princeton University.
Anschließend arbeitete er für vier Jahre als Rechercheur für die lokale NBC-Station KGW-TV in Portland, Oregon, danach acht Jahre als Redakteur für Verbraucherfragen (consumer editor) in New York City für die dortige CBS-Station WCBS-TV. Während seiner Zeit bei WCBS-TV erhielt Stossel 1978 den George Polk Award in der Kategorie Local radio and television.
Von 1981 bis 2009 arbeitete Stossel, zunächst als Korrespondent, für ABCs 20/20, wo er bald für seine regelmäßigen Beiträge mit den Titeln Family Fix und Give Me a Break bekannt wurde. Auf ABC trat er ebenfalls in der Sendung Good Morning America auf und zeichnete seit 1994 für mehrere, einstündige Primetime-Sondersendungen (Specials) für ABC News verantwortlich; die erste Sendung mit dem Titel Are We Scaring Ourselves to Death? vom 21. April hatte übertriebenen Alarmismus in den Medien zum Thema; andere Themen waren zum Beispiel Viktimisierung (1994), Geschlechtsunterschiede beim Menschen (1995), Rechtsanwälte in den USA (1996), Glücksforschung (1996), Junk Science (1997), Trittbrettfahrer (1997), Ehe und Lust (1997), Gier (1998), opferlose Straftaten (1998), die US-Wirtschaft im globalen Vergleich (1999), Entscheidungsfreiheit von Kindern in Sorgerechtsfragen (1999) und Meinungsfreiheit (2000).
Vom 23. Mai 2003 bis zu seinem Weggang von ABC war Stossel Co-Moderator von 20/20.
Seit Oktober 2009 ist Stossel bei Fox News Channel (FNC) und Fox Business Network (FBN); sein Wechsel zum Fox Network zeitgleich mit bezahlten Rede-Engagementen gegen die Gesundheitsreformbestrebungen der Obama-Administration wurde kritisch begleitet. Auf FBN moderiert er seit Dezember des Jahres seine eigene Sendung, eine wöchentliche, einstündige Talkshow mit dem Titel Stossel. Daneben hat er regelmäßig Gastauftritte in der FNC-Sendung The O’Reilly Factor mit Bill O’Reilly.

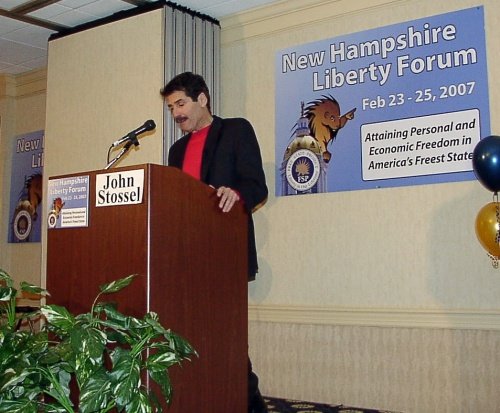
Stossel spricht auf dem New Hampshire Liberty Forum des Free State Project, 19. März 2007.

Stossel identifiziert sich als libertär und ist seit den frühen 1990er-Jahren ein erklärter Fürsprecher der Idee der Freien Marktwirtschaft. In diesem Zusammenhang wendet er sich gegen staatliche Eingriffe in den Markt, deren unbeabsichtigte Folgen meist schlecht für die Menschen seien. In seiner eigenen Sendung behandelt Stossel aus einem betont libertären Blickwinkel eine Vielzahl von gesellschaftspolitischen Themen wie zum Beispiel die Kontroverse um die globale Erwärmung, den War on Drugs und Freihandel, aber auch Bücher wie Ayn Rands Atlas Shrugged oder F. A. Hayeks The Road to Serfdom. Zu den in der Sendung aufgetretenen Gästen gehören u. a. Stephen J. Dubner, T. Boone Pickens, Steven F. Hayward, Paul Ryan, John Francis Crowley, Dennis Kucinich, Christina Hoff Sommers, Roy Spencer, P. J. O’Rourke, Andrew Napolitano, Wendy McElroy, Lou Dobbs, Johan Norberg, Ayaan Hirsi Ali, Bjørn Lomborg, Benjamin R. Barber und Sean Hannity.
Stossel ist verheiratet und hat mit seiner Frau einen Sohn und eine Tochter. Sein Bruder Thomas P. Stossel ist Professor für Translationale Medizin an der Medizinischen Fakultät der Harvard University.

## Preise und Auszeichnungen
1996 erhielt Stossel einen Peabody Award für den 20/20-Beitrag Truth on Trial über falsche Kindesmissbrauchs-Anschuldigungen an einer Kindertagesstätte in Massachusetts.

## Kritik
Ab 1994 begann Fairness & Accuracy in Reporting (FAIR), Stossels journalistische Integrität zu kritisieren. Im Oktober 1996 wurden Stossel und vier weitere Korrespondenten von ABC News verklagt, in Maryland unerlaubt Tonaufnahmen im Rahmen von Recherchen zu Multiple Chemical Sensitivity angefertigt zu haben; die Klagen wurden jedoch mangels Beweisen am 6. Dezember abgewiesen.
In einem von Stossel präsentierten und erstmals am 4. Februar 2000 ausgestrahlten Beitrag für 20/20 über Bio-Lebensmittel („The Food You Eat“) behauptete er, durch ABC in Auftrag gegebene Untersuchungen hätten erwiesen, dass die Erzeugnisse konventioneller Landwirtschaft nicht notwendigerweise mehr Pestizidrückstände aufwiesen als Bio-Lebensmittel. Als sich nach Recherche durch die Umweltschutzorganisation Environmental Working Group herausstellte, dass die von ABC beauftragten Wissenschaftler nicht die von Stossel als Beweis für dessen Behauptungen herangeführten Untersuchungen durchgeführt hatten und ABC trotz Protesten die Sendung wiederholte, kam es Ende Juli zu einem größeren Skandal, als The New York Times das Thema aufgriff. Der verantwortliche Produzent wurde für einen Monat ohne Bezahlung zwangsbeurlaubt, Stossel wurde von ABC verwarnt und entschuldigte sich am 11. August in 20/20 bei den Zuschauern. Nach der Erstausstrahlung der Sendung waren in diversen Publikationen auch Artikel erschienen, die auf mögliche Interessenkonflikte Stossels hinwiesen.
Vor der Ausstrahlung eines Specials über Umweltpolitik im Sommer 2001 zogen die Eltern von interviewten Schulkindern ihr Einverständnis zu den Interviews zurück, denn ABC habe Stossels Beteiligung verheimlicht und vorgetäuscht, es handele sich bei der Sendung um einen Beitrag zum Tag der Erde, außerdem habe Stossel den Kindern Suggestivfragen gestellt; ABC schnitt daraufhin die Interviews aus dem Special. Im Zusammenhang mit diesem Special erschienen Ende des Jahres bzw. Anfang 2002 in The Nation mehrere Artikel über Stossel, die wiederum mögliche Interessenkonflikte Stossels thematisierten.

## Schriften
- Give Me a Break. How I Exposed Hucksters, Cheats, and Scam Artists and Became the Scourge of the Liberal Media…. HarperCollins, New York 2004. ISBN 978-0-06-052915-4.
- Myths, Lies, and Downright Stupidity : Get Out the Shovel – Why Everything You Know is Wrong. Hyperion, New York 2006. ISBN 978-1-4013-0254-2.
- No, They Can't: Why Government Fails-But Individuals Succeed. Threshold Editions, 2012. ISBN 978-1-4516-4094-6.